# Astarte
Astarte (van het Grieks Αστάρτη (Astártē)) was een Fenicische godin van de vruchtbaarheid, seksualiteit en oorlog. Ze had een algemene bekendheid in de noordwestelijke Semitische streken en via hun scheepvaart hadden de Feniciërs de cultus wijd over het Middellandse zeegebied verbreid. Er bestonden tempels van Ashtoreth tot in Carthago en Eryx (Sicilië) en op diverse plaatsen in Cyprus. De 'heilige vrouwen' die de tempels beheerden werden qadishtu genoemd. Deze werden met de zogenaamde tempelprostitutie geassocieerd.
Het was de hoofdgodin van de Feniciërs, voor wie zij het regeneratievermogen van de natuur vertegenwoordigde, een maangodin, ook aangenomen als 'dochter van Ra' door de Egyptenaren.
Haar symbolische attributen waren de leeuw(in), het paard, de sfinx, de duif en de ster in een cirkel ter aanduiding van de planeet Venus. Op afbeeldingen komt ze vaak naakt voor.

## Herkomst en andere namen
Qua naam, afkomst en functies is Astarte verwant aan de godin Isjtar uit de Mesopotamische teksten, die op haar beurt weer verwant is aan de Soemerische godin Inanna. Astaroth was weer op Astarte gebaseerd, net als de Griekse Aphrodite, vooral Aphrodite Erycina. Herodotus schreef dat de cultus van Aphrodite zijn oorsprong vond in Fenicië. Hij beschreef ook de grootste tempel ter wereld van Aphrodite die in een van de Fenicische steden was gelegen.
Deze godinnen worden allen met de planeet Venus geassocieerd. Het offeren van duiven is daar ook mee verbonden.
Andere namen of naamswijzigingen zijn ‘Ashtart, in het Hebreeuws of Fenicisch עשתרת (getranslitereerd Ashtoreth), Ugaritisch ‘ṯtrt (ook ‘Aṯtart of ‘Athtart, getranslitereerd Atirat), Armeens Բալտաիկ (Baltaik)  en Akkadisch dAs-tar-tú (ook Astartu).

## Astarte rond de Middellandse Zee
Astarte gold als voorname godheid, vooral in Tyrus, maar ook in Sidon, Byblos, Aphaca, Baälbec, Ashtoreth Karnaim, Asjkelon, Beth Anath, Beth Shan, Carthago, Kition, Eryx en Malta.

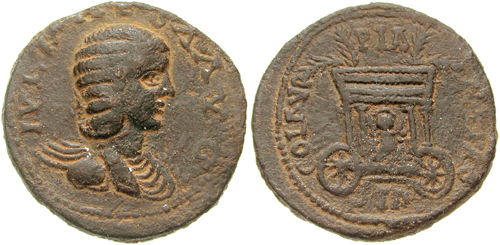
As uit Sidon
Rechts: Astarte op een wagen met vier vruchtbare takken die het dak sieren
Links: portret van Iulia Maesa

De Grieken ontvingen haar uiteindelijk onder de naam Aphrodite. Het belangrijkste cultuscentrum was Tyrus, daarnaast ook Sidon waar ze een tempel deelde met Eshmun, en Byblos. Munten uit Sidon tonen haar op een wagen in de vorm van een globe. Munten in Beiroet tonen haar samen met Poseidon en Eshmun.
Andere cultuscentra waren Cytherea, Malta en Eryx op Sicilië. Van deze laatste plaats raakte zij onder de Romeinen bekend als Venus Erycina.
Een tweetalige inscriptie op de Pyrgi tabletten van ca. de 5e eeuw v.Chr. die gevonden zijn nabij Caere in Etrurië stelt haar gelijk met Uni, dat wil zeggen Juno. Ook in Carthago werd zij vereerd naast de godin Tanit.
Ook de Syrische godin Atargatis (Semitisch voor ‘Atar‘atah) werd met Astarte gelijkgesteld.

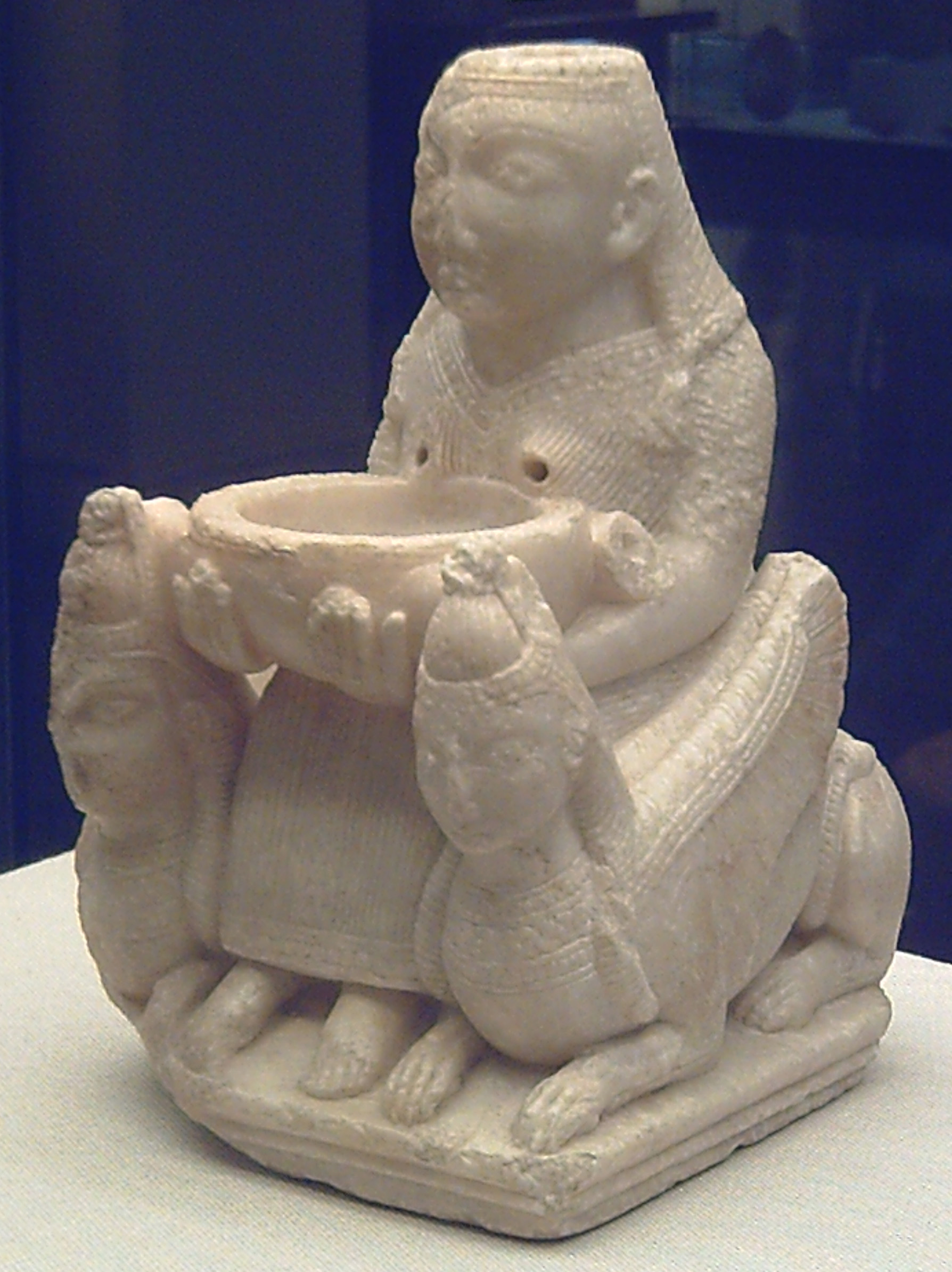
Dama de Galera
(7e eeuw v. Chr.), MAN

Donald Harden bespreekt in The Phoenicians een beeldje van Astarte uit Tutugi (Galera) nabij Granada in Spanje uit de 7e of 6e eeuw v.Chr. waar Astarte op een troon geflankeerd door sfinxen zit met een kom onder haar borsten, die doorboord zijn. Een holte in het beeld zou met melk zijn gevuld via het hoofd en door lichte opwarming zou de was die de openingen in de borsten afdekte zijn gesmolten, waardoor de melk dan uit de borsten stroomde bij wijze van een soort plengoffer.

## Astarte in Ugarit
In Ugaritische teksten die in de Kanaänitische vergeten stad Ugarit zijn opgegraven verschijnt Astarte onder de naam ‘Athtart, maar heeft verder weinig betekenis. ‘Athtart en Anat weerhouden er tezamen Baäl van om een aanval op de andere goden te plegen. Astarte vraagt Baäl ook om het zeemonster Jam te verbrijzelen na zijn overwinning. Athtart wordt er “het aanzien van Ba’al" genoemd.

## Astarte in Egypte
In Egypte verscheen zij voor het eerst aan het begin van de 18e dynastie, samen met andere godheden, door noordwestelijke Semitische volkeren als tegenhangster van de Babylonische Isjtar werd vereerd. Zoals Isjtar had zij zowel een vredelievend als een afschrikwekkend facet, maar het was vooral in die laatste hoedanigheid van oorlogsgodin dat ze werd vereerd, vaak samen met de godin ‘Anat.
In het Nieuwe Rijk was zij in het bijzonder verbonden met militair gebruik van paarden en krijgswagens. In de Wedstrijd tussen Horus en Seth lijken deze twee godinnen dochters van Ra. Zij worden ten huwelijk geschonken aan de god Seth, hier met de Semitische naam Hadad. Soms werd Astarte in het Egyptisch pantheon ook dochter van Ptah genoemd.
Astarte werd ook gelijkgesteld met de godin Sekhmet, maar blijkbaar nog vaker, zij het ten dele, met Isis te oordelen naar de talrijke beelden die men heeft gevonden waar Astarte een klein kind zoogt. Er staat een beeld uit de 6e eeuw v.Chr. in het museum van Caïro, dat men normaal zou beschrijven als Isis die haar zoon Horus op haar knie houdt, en dat in alle details de iconografie van de normale Egyptische canon volgt, maar de inscriptie luidt: "Gersaphon, zoon van Azor, zoon van Slrt, man van Lydda, voor zijn Vrouw, voor ‘Ashtart." (Zie G. Daressy, (1905) pl. LXI (CGC 39291)).
Luidens een fragmentarische mythe van de 19e dynastie van Egypte over Astarte en de Zee zou de godin betrokken zijn geweest bij de ondermijning van het tirannieke gezag van de god Yam, maar de details van deze mythe ontbreken. Alhoewel het seksuele aspect van Astarte in de Egyptische religie niet zo uitgesproken lijkt geweest te zijn als in het Kanaänitisch thuisland, was dit waarschijnlijk toch niet helemaal afwezig in de Egyptische mythologie. Astarte werd in het Oude Egypte meestal afgeschilderd als een naakte vrouw te paard met wapens en een Atefkroon of een haartooi met stierenhoorns. Volgens Philo droeg zij deze als symbool van dominantie, maar Mesopotamische en Syrische goden en godinnen droegen in het algemeen horens als symbool van hun goddelijkheid, zodat dit attribuut bij Astarte geen verdere betekenis zou gehad hebben.
Er bevond zich een tempel ter ere van Astarte in Pi-Ramesse in de Nijl-delta. Er waren ook een aantal tempels waar haar cultus in die van andere godheden was ondergebracht, bijvoorbeeld in San el-Hagar, het antieke Tanis, waar Astarte werd vereerd samen met de Egyptische godheden Mut en Khonsu. Het voorkomen van haar naam en afbeelding op scarabeeën en ostraca kan eveneens een aanwijzing zijn voor de populariteit van haar cultus.

## Astarte beschreven door Sanchuniathon
In het Fenicisch pantheon dat aan Sanchuniathon wordt toegeschreven komt Astarte voor als een dochter van Hemel en Aarde en zuster van de god El. Nadat El zijn vader Hemel omverwerpt en verbant, zendt Hemel zijn "Maagdelijke dochter" Astarte naar El als een soort list samen met haar zuster Asherah en de godin die later "Ba’alat Gebul" zal genoemd worden, de "Vrouwe van Byblos". Maar de list lijkt niet te werken want alle drie worden zij de echtgenotes van hun broer El. Astarte baart kinderen van hem die onder de Griekse namen de zeven Titaniden of Artemiden zullen verschijnen plus twee zonen Pothos "verlangen" en Eros “begeerte” of “aantrekkingskracht".
Later heersen Astarte en Hadad samen over de wereld met Els goedkeuring. Astarte zet een stierenkop op haar hoofd als teken van haar soevereiniteit. Terwijl ze door de wereld gaat neemt Astarte een ster op die van de hemel is gevallen en wijdt die aan Tyrus.

## Ashtoret in de Bijbel
Astarte heet in het Hebreeuws Ashtoret, niet te verwarren met Aserah. Ze wordt in de Bijbel onder meer genoemd in 1 Koningen 11:5 en 11:33 waarin koning Salomo zich na veelwijverij tot haar wendt en zo komt tot afgoderij. Ook in 2 Koningen 23:13 wordt ze genoemd als koning Josia optreedt tegen afgoderij en in 1 Samuel 7:3 als Samuel hetzelfde doet.
Uit deze deuteronomistische geschiedenis blijkt dat het koning Salomo verweten wordt dat hij Astartes verering in gang heeft gezet rond Jeruzalem. Buiten de Bijbel zijn hier verder geen aanwijzingen voor.

## Astarte in de kunst
- Astarte komt voor als Godin van de Liefde in het boek Babel van Louis Couperus (1901) en is door Toorop afgebeeld op het art nouveau-boekbandontwerp.
- Astarte was een Griekse blackmetalband, met een volledig vrouwelijke bezetting.[3]